# Article 71 de la Constitution de la Cinquième République française
Article 70 Article 71-1
L'article 71 de la Constitution de la Cinquième République française précise la composition et les règles de fonctionnement du Conseil économique, social et environnemental (CESE), dont le statut et les missions ont été définies aux articles 69 et 70.

## Texte de l'article
« La composition du Conseil économique, social et environnemental, dont le nombre de membres ne peut excéder deux cent trente-trois, et ses règles de fonctionnement sont fixées par une loi organique. »
— Article 71 de la Constitution du 4 octobre 1958

## Évolution de l'article
La révision constitutionnelle du 23 juillet 2008 a modifié l'article 71 sur les points suivants :
- le Conseil économique et social a été renommé en Conseil économique, social et environnemental ;
- le nombre de ses membres ne pourra désormais excéder 233.

## Renvoi à la loi organique
Il s'agit de l'ordonnance du 29 décembre 1958 portant loi organique relative au Conseil économique et social.
Elle fut modifiée à de nombreuses reprises :
- Ordonnance n° 62-918 du 8 août 1962
- Loi organique n° 84-499 du 27 juin 1984
- Loi organique n° 90-1001 du 7 novembre 1990
- Loi organique n° 92-730 du 30 juillet 1992
- Loi organique n° 2000-294 du 5 avril 2000